# Matt Jackson (Fußballspieler)
Matthew Alan „Matt“ Jackson (* 19. Oktober 1971 in Leeds) ist ein ehemaliger englischer Fußballspieler. Als Rechts- und Innenverteidiger war er vor allem für seine Zeit beim FC Everton, Norwich City und zuletzt Wigan Athletic bekannt. Größter Erfolg war der Gewinn des FA Cups im Jahr 1995 mit den „Toffees“.

## Sportlicher Werdegang

### FC Everton & Norwich City
Jackson wurde im Oktober 1971 in der nordenglischen Stadt Leeds geboren, wuchs aber im fast 250 Kilometer südlich entfernten Bedford auf. Dort besuchte er die Sharnbrook Upper School und da der Schwerpunkt in der Ausbildung lag, fokussierte er sich auf seinen A-Level-Abschluss. Daher schloss er sich erst recht spät dem schon länger interessierten Erstligisten Luton Town an. Dort absolvierte er in der Saison 1990/91 neun Meisterschaftspartien plus vier Drittligaeinsätze für Preston North End, wohin er zum Abschluss zwischen März und Mai 1991 ausgeliehen worden war. Kurz nach Beginn der anschließenden Saison 1991/92 gab der Ligakonkurrent ein Angebot von 600.000 Pfund für Jackson ab und so einigten sich die Klubs auf einen Wechsel im Oktober 1991.
Kurz nach seiner Ankunft feierte Jackson seinen 20. Geburtstag und als junges Talent fand er sich in einer erfahrenen Mannschaft wieder, die in den 1980ern zwei englische Meisterschaften gewonnen hatte, nunmehr aber vor einem Umbruch stand. Die „Toffees“ taten sich zu Beginn der 1990er-Jahre schwer und belegten in Jacksons ersten vier Jahren jeweils nur einen zweistelligen Abschlusstabellenplatz, wobei Jackson als zuverlässiger rechter Außenverteidiger einer der Lichtblicke war und in dieser Zeit auch zehn Länderspiele für die englische U-21-Auswahl absolvierte. Nachdem ab Januar 1994 Mike Walker die sportlichen Geschicke leitete und Jackson häufiger als Innenverteidiger einsetzte, sorgte ab November 1994 Walkers Nachfolger Joe Royle für signifikante Verbesserungen im Verein. Diese drückten sich in der Spielzeit 1994/95 zunächst im FA Cup aus. Dort stand Jackson dann auch im Finale gegen Manchester United und gewann dieses überraschend mit 1:0. Zuvor hatte er in der vierten Runde das entscheidende 1:0 auswärts gegen Bristol City erzielt. Als sich Everton in der folgenden Spielzeit 1995/96 auch in der Premier League verbesserte, fiel Jackson vor allem nach dem Jahreswechsel in der Hackordnung zurück. Gleich dreimal wurde er im Jahr 1996 an Zweitligisten ausgeliehen, von Charlton Athletic (März bis Mai) über die Queens Park Rangers (August bis September) zu Birmingham City (Oktober bis Dezember). Ein dauerhafter Wechsel zu „QPR“ schien sich anzubahnen, aber letztlich folgte er dem Ruf von Norwich City, das ebenfalls in der Zweitklassigkeit agierte und Jacksons Ex-Everton-Trainer Mike Walker beschäftigte. In den knapp fünf Jahren bei den „Canaries“ sollte zwar der Sprung in die Premier League verwehrt bleiben, aber er reifte nunmehr häufiger in der Abwehrmitte als Kapitän. Nächste Station war ab Oktober 2001 der Drittligist Wigan Athletic, zunächst auf Leihbasis und dann ab November 2001 „fest“.

### Wigan Athletic
Bei den „Latics“ bildete er schnell mit Jason de Vos ein effektives Innenverteidigerpaar und sorgte in der Saison 2002/03 beim Aufstieg als Drittligameister dafür, dass die Mannschaft unter Trainer Paul Jewell nur 25 Gegentore in 46 Ligapartien kassierte. Trotz des Weggangs von de Vos zwei Jahre später setzte sich der sportliche Höhenflug fort und Jackson bestritt 36 Zweitligaspiele für den Durchmarsch in die Premier League. Im Mai 2007 verließ er den Klub mit einer Bilanz von 191 Pflichtspielen für Wigan, davon 84 als Kapitän. Letzte Klubstationen waren in der Saison 2007/08 die Zweitligisten FC Watford (unter Trainer Aidy Boothroyd als „Backup“ für Jay DeMerit) und FC Blackpool, bestritt für beide Klubs insgesamt elf Pflichtspiele und beendete dann seine aktive Karriere.

### Nach der Profikarriere
Nach der aktiven Laufbahn sprach sich Jackson gegen den Übergang ins Trainerfach aus und wurde stattdessen Berater bei den Sportleragentur IMG, bei der er primär junge Spieler betreute. Anschließend arbeitete er als Funktionär in Wigan den beiden Cheftrainern Roberto Martínez und Dave Whelan zu und baute dort die Akademie- und Recruiting-Abteilung auf. Dazu wurde er gelegentlich als Experte für die BBC und Sky Sports gebucht. Nach seinem Weggang aus Wigan im Jahr 2017 fokussierte er sich auf die Spielerberatertätigkeit und gründete sein eigenes Unternehmen. Nächster Meilenstein war ab Mai 2021 seine Beschäftigung als „Strategic Player Marketing Manager“, erneut mit einem Fokus auf junge Spieler und dazu die Vorbereitung von Spielern, die den Verein verlassen oder ausgeliehen werden sollen. Von dort führte ihn im Juni 2023 der Weg zum Schweizer Erstligisten Grasshoppers Zürich. Die Grashoppers und die „Wolves“ hatten zu diesem Zeitpunkt denselben chinesischen Eigentümer („Champion Union“). Diese setzten Jackson als neuen Präsidenten ein. Das Engagement endete bereits im Januar 2024, nachdem die Eigentümer des Los Angeles FC den Klub übernommen und eigene Gefolgsleute in die Vereinsführung installiert hatten.

## Titel/Auszeichnungen
- Englischer Pokal (1): 1994/95